# Cuevas del Sil
Cuevas del Sil es una localidad del municipio de Palacios del Sil, en la provincia de León (España).

## Barrios
Los tres barrios que conforman la población son el Barrio de la Iglesia, situado junto a la antigua iglesia de estilo románico; el Barrio del Cuadro que alberga la nueva iglesia y por último el Barrio de la Puerta, característico por su puente romano.

## Fiestas
La localidad celebra las fiestas de San Antonio (13 de junio) y San Blas (3 de febrero).

## Personalidades ilustres

### Escritores
- Severiano Álvarez

## Evolución demográfica
En el año 2015 contaba con 67 habitantes siendo su evolución demográfica la siguiente hasta ese año:
| 2000 | 2001 | 2002 | 2003 | 2004 | 2005 | 2006 | 2007 | 2008 | 2009 | 2010 | 2011 | 2012 | 2013 | 2014 | 2015 |
| 90   | 87   | 80   | 83   | 75   | 73   | 71   | 71   | 69   | 66   | 65   | 67   | 67   | 70   | 70   | 67   |